# Marvin Mehlem
Marvin Mehlem (Karlsruhe, 1997. szeptember 11. –) német utánpótlás-válogatott labdarúgó, aki jelenleg a Karlsruher SC játékosa.

## Statisztika
2016. július 13. szerint.
| Klub          | Szezon   | Bajnokság | Bajnokság | Kupa  | Kupa | Nemzetközi | Nemzetközi | Összesen | Összesen |
| Klub          | Szezon   | Mérk.     | Gól       | Mérk. | Gól  | Mérk.      | Gól        | Mérk.    | Gól      |
| ------------- | -------- | --------- | --------- | ----- | ---- | ---------- | ---------- | -------- | -------- |
| Karlsruher SC | 2015-16  | 3         | 0         | 0     | -    | -          | -          | 3        | 0        |
| Karlsruher SC | 2016-17  | 0         | 0         | 0     | -    | 0          | -          | 0        | 0        |
| Karlsruher SC | Összesen | 3         | 0         | 0     | 0    | 0          | 0          | 3        | 0        |
| Karlsruher II | 2015-16  | 1         | 0         | 0     | -    | -          | -          | 1        | 0        |
| Karlsruher II | Összesen | 1         | 0         | 0     | 0    | 0          | 0          | 1        | 0        |
| Összesen      | Összesen | 4         | 0         | 0     | 0    | 0          | 0          | 4        | 0        |